# Rudi Wetzel
Rudolf Paul Wetzel (* 10. Januar 1909 in Rechenberg, Erzgebirge; † 31. August 1992 in Berlin) war ein deutscher Journalist.

## Leben

### Frühe Jahre
Wetzel war der Sohn eines Dekorations- und Möbelmalers. Nach dem Besuch der Volksschule und der Freiherrlich von Fletcherschen Aufbauschule in Dresden studierte er ab 1929 Pädagogik an der Technischen Hochschule Dresden.
1930 trat er in die Sozialdemokratische Partei Deutschlands (SPD) ein. 1931 wechselte er zur Kommunistischen Partei Deutschlands (KPD). In dieser nahm er Funktionsärsaufgaben als Vorsitzender des Kommunistischen Studentenbundes in Dresden wahr.
1934 wurde Wetzel verhaftet und wegen Betätigung in der kommunistischen Untergrundbewegung gegen die NS-Herrschaft zu einer Zuchthausstrafe von zwei Jahren verurteilt. Nach der Verbüßung seiner Zuchthauszeit wurde er in das KZ Sachsenburg überführt. Kurz nach seiner Entlassung aus demselben floh er 1937 ins Ausland. Über Budapest, Paris, London und Hull gelangte er nach Schweden.

### Leben in der schwedischen Emigration (1940–1946)
In Schweden ließ Wetzel sich in Göteborg und Jönköping nieder. Er arbeitete- nachdem er bereits in Großbritannien hierzu ausgebildet worden war – als Elektroschweißer und wurde Mitglied im schwedischen Metallarbeiterverband.
Von den nationalsozialistischen Polizeiorganen wurde Wetzel nach seiner Emigration nach Schweden als Staatsfeind eingestuft: Im Frühjahr 1940 setzte das Reichssicherheitshauptamt in Berlin ihn auf die Sonderfahndungsliste G.B., ein Verzeichnis von Personen, die im Falle einer erfolgreichen Invasion und Besetzung der britischen Inseln – wo man ihn irrtümlich vermutete – durch die Wehrmacht von den Besatzungstruppen nachfolgenden Sonderkommandos der SS mit besonderer Priorität ausfindig gemacht und verhaftet werden sollten.
1940 geriet Wetzel als Verfasser der gegen den deutsch-sowjetischen Nichtangriffspakt vom August 1939 gerichteten „Göteborger Resolution“ in Gegensatz zur Führung der Exil-KPD in Moskau. In der Resolution erklärte Wetzel, dass trotz dieses Vertrages weiterhin Hitler und sein System und nicht die imperialistischen Mächte Frankreich und Großbritannien der Hauptfeind der deutschen Arbeiterschaft sein müssten. Walter Ulbricht wies die in Schweden befindlichen Kommunisten daraufhin an, Wetzel zu isolieren („abzuhängen“).
1942 siedelte Wetzel nach Stockholm über. Ab 1943 war er – infolge der veränderten politischen Konstellation, die sich aus dem Beginn des deutsch-sowjetischen Krieges mit dem deutschen Überfall auf die Sowjetunion im Sommer 1941 ergab und die seine Kritik am deutsch-sowjetischen Nichtangriffspakt gegenstandslos machte – auch wieder in der Parteiarbeit tätig: Er wurde Redaktionssekretär der in Stockholm erscheinenden Kommunistenzeitschrift Politische Information und verfasste außerdem zahlreiche Artikel für diese unter Pseudonymen wie „Ber Wernau“, „Karl Scharf“ und „Max Richter“.

### Leben in der SBZ/DDR (1946–1965)
Im Januar 1946 kehrte Wetzel nach Deutschland zurück, wo er sich in der Sowjetischen Besatzungszone niederließ. Er erhielt eine Stelle als Hauptreferent in der Abteilung Presse und Rundfunk des Zentralkomitees der SED. 1947 wurde er Leiter der Auslandspressestelle (2. stellvertretender Leiter der Abteilung Agitation).
Von 1950 bis 1953 war Wetzel Chefredakteur des SED-Funktionärsblatts Neuer Weg. Zur selben Zeit wurde er Mitglied des Präsidiums der Internationalen Organisation der Journalisten.
Anfang 1953 wurde Wetzel kurzzeitig Chefredakteur der Zeitschrift Friedenspost. Wenige Monate später wurde ihm der Posten des Chefredakteurs der vom Zentralkomitee der SED herausgegebenen neuen Zeitschrift Wochenpost übertragen. Ebenfalls 1953 wurde er als Nachfolger von Karl Bittel Vorsitzender des Verbandes der deutschen Presse (VDP), dessen Präsidium er auch angehörte.
Im März 1957 wurde Wetzel von der SED-Führung sowohl als Chefredakteur der Wochenpost als auch als Vorsitzender des VDP abgesetzt und aus dem Berliner Verlag verdrängt. Hintergrund für diese Maßnahme war sein Aufbegehren gegen die Informationspolitik der DDR-Regierung: Insbesondere hatte Wetzel das Missfallen der SED-Führung aufgrund seiner Kritik an ihrer Haltung zu den Volkserhebungen in Polen und Ungarn im Jahr 1956 erregt, die sich vor allem in einem von ihm und seinem Redaktionskollegium am 27. Oktober 1956 verfassten Brief an das Politbüro des Zentralkomitee der SED niedergeschlagen hatte, in dem die Wochenpost-Redaktion die Forderung nach „wahrheitsgetreue[n] Informationen“ und Einhaltung der „Leninschen Normen des Partei- und Staatslebens“ aufgestellt wurde. Daraufhin war er auf Versammlungen der ZK-Presseabteilung scharf abgekanzelt worden. Erschwerend war hinzugekommen, dass Walter Ulbricht es Wetzel übel nahm, dass dieser, seinen (Ulbrichts) Wunsch, zurückzurudern und als Ausgleich für den Brief vom Oktober 1956 einen auf der Linie des ZKs liegenden Artikel über das Thema „Pressefreiheit“ für das SED-Zentralorgan Neues Deutschland zu verfassen, abgelehnt hatte. Die Weigerung Wetzels der Aufforderung Ulbrichts nachzukommen bedeutete, so Jürgen Wilke, de facto, dass dieser bei einer „praktische[n] Probe aufs Exempel“ seiner Loyalität gegenüber der SED-Führung durchfiel und den SED-Chef persönlich provozierte. Es folgte unvermeidlich die Anweisung, seinen Chefredakteurposten sowie den Vorsitz (und die Präsidiumsmitgliedschaft) im VDP niederzulegen bzw. die Bitte an das VDP-Präsidium zu richten, ihn von seinen Funktionen zu entbinden.
In den folgenden Jahren arbeitete Wetzel, der der Staatsführung der DDR fortan als eine persona non grata galt, in untergeordneten journalistischen Stellungen: Im Juni 1957 wurde er Redakteur bei der Illustrierten Freie Welt, wurde aber bereits im Februar 1958 wegen ideologischer Mängel fristlos aus dem Verlag Kultur und Fortschritt entlassen. 1959 fand er eine Redakteursstelle bei der Zeitschrift Urania. Zudem schrieb er für Zeitschriften wie Wissen und Leben.

### Spätere Jahre
1965 wurde Wetzel freischaffender Wissenschaftsjournalist. So schrieb er für die schwedische Gewerkschaftszeitung Grafis, aber auch in zahlreichen DDR-Zeitschriften erschienen von ihm verfasste Reportagen, die einen breiten Leserkreis erreichten. Als akkreditierter Journalist war es ihm zudem möglich in den Westen zu reisen.
Spätestens seit 1968 stand Wetzel unter ständiger Überwachung des Ministeriums für Staatssicherheit.
Als Freund des Regimekritikers Rudolf Bahro war Wetzel von 1975 bis 1977 an der Redaktion von dessen Buch Die Alternative beteiligt. Obwohl er als Lektor maßgeblich an der in diesem Werk formulierten Kritik am real existierenden Sozialismus beteiligt war, wurde er nach der Verhaftung Bahros lediglich einige Male von der Stasi verhört (außerdem verlor seine Frau ihre Anstellung an der Akademie der Wissenschaften der DDR), wurde aber selbst weder verhaftet noch einem Prozess unterworfen. In der Literatur wird zumeist angenommen, dass die SED-Führung ihn bewusst verschonte, um den Eindruck zu erwecken, dass der Kritiker Bahro ein Einzelgänger gewesen sei, bzw. den Eindruck zu vermeiden, dass hinter Bahro ein größeres Netzwerk an kritischen Kommunisten stehen würde, da dies die Bedeutung seiner Kritik in der Wahrnehmung der Bevölkerung und des Auslandes erhöht hätte bzw. geeignet gewesen wäre, Zweifel an der politischen Geschlossenheit der DDR-Bevölkerung hervorzurufen.
Ansonsten hielt die über Wetzel verhängte Damnatio memoriae in Ost-Deutschland bis 1990 an. So schwiegen sich die DDR-Zeitungen auch über seinen 80. Geburtstag im Januar 1989 aus, der in Westdeutschland von Zeitungen wie der Frankfurter Rundschau gewürdigt wurde, die dem kommunistischen Nonkonformisten und Querdenker einen Gedenkartikel unter der von ihm selbst früher gemünzten Maxime „Kopf hoch und nicht die Hände“ Tribut zollte.
Am 25. Januar 1990 wurde Wetzel vom außerordentlichen Kongress des Verbandes Deutscher Journalisten rehabilitiert. Im selben Jahr trat er – nach eigenen Worten „aus Solidarität“ – in die PDS ein.

## Schriften
- Der Mann im Lodenmantel: Geschichten aus den Dreissigern. Verlag Neues Leben, Berlin 1978.